# Томский областной перинатальный центр
Областное государственное автономное учреждение здравоохранения «Областной перинатальный центр им. И. Д. Евтушенко» (ОГАУЗ ОПЦ) относится к третьему уровню учреждений родовспоможения по оказанию медицинской помощи беременным женщинам, роженицам, родильницам, а также новорождённым. Центр осуществляет замкнутый цикл оказания медицинской помощи бесплодным парам, беременным женщинам, рожающим женщинам и детям от рождения и в течение первого года жизни по всей Томской Области. Построен на основании распоряжения правительства от 4 декабря 2007 года № 1734-р «О проектировании и оснащении в 2008—2010 годах федеральных перинатальных центров» и введён в эксплуатацию в 2010 году.
ОПЦ включает в себя 12 отделений, в которых работают высококлассные специалисты, общей численностью 965 человек, из которых 187 врачей, 363 — среднего медицинского персонала, и 217 — младшего медицинского персонала. Среди штатных сотрудников центра —  главный внештатный специалист анастезиолог-реаниматолог Департамента здравоохранения Томской области, профессор, д.м.н., заслуженный врач РФ Михаил Натанович Шписман. Специалисты обучаются в ведущих профильных медицинских центрах России и других странах.

## Направления деятельности
ОПЦ занимается
- Оказанием высококвалифицированной медицинской помощи преимущественно наиболее тяжёлому контингенту беременных женщин, рожениц, родильниц, новорождённых детей, а также женщинам с нарушением репродуктивной функции;
- Оказанием высокотехнологичных видов помощи;
- Оказанием медико-психологической и социально-правовой помощи женщинам и детям раннего возраста;
- Профилактикой отдалённых последствий перинатальной патологии (ретинопатии недоношенных, тугоухости с детства, детского церебрального паралича);
- Оперативным слежением (Мониторингом) за состоянием беременных женщин, рожениц, родильниц и новорождённых детей на территории Томской области, нуждающихся в интенсивной помощи, своевременным оказанием им специализированной медицинской помощи при выявлении осложнений;
- Статистическим анализом материнской, перинатальной, младенческой смертности, разработкой предложений по совершенствованию и развитию службы охраны материнства и детства;
- Взаимодействием с образовательными учреждениями, планированием научных медицинских исследований, активным внедрением научных результатов в медицинскую практику, подготовкой специалистов и сотрудничеством с ведущими мировыми клиниками;
- Апробацией и внедрением в практику новых эффективных лечебно-диагностических технологий профилактики, диагностики и лечения;
- Организацией семинаров и конференций по актуальным вопросам охраны здоровья матери и ребёнка;
- Организацией информационных мероприятий для населения и специалистов по вопросам перинатальной помощи, охраны репродуктивного здоровья и безопасного материнства.

## Отделения

### Консультативно-диагностическое отделение
В отделении осуществляется консультативный прием врачей акушеров-гинекологов, врач андролог, врач терапевт, эндокринолог, офтальмолог, врач генетик, врачи функциональной диагностики. Работает малая операционная, где проводится офисная гистероскопия, кольпоскопия биопсия эндометрия, радиоволновая хирургия шейки матки.
Возможности кабинета функциональной диагностики:
- проведение КТГ плода,
- проведение ЭКГ,
- суточное мониторирование артериального давления,
- суточное мониторирование работы сердца (Холтер),
- проведение спирографии.

Специалисты Центра кризисной беременности оказывают индивидуальные консультации пациентам. Записавшись к ним на прием, можно получить:
Рекомендации по воспитанию детей;
- Ознакомиться с социальными правами и льготами беременных женщин и кормящих матерей, с социально-правовой информацией для получения детских пособий;
- Помощь при постановке на учёт в центр социальной помощи семье и детям по месту жительства;
- Решить вопросы совмещения учёбы несовершеннолетней мамы и работы с воспитанием ребёнка;
- Наладить детско-родительские отношения, связанные с наступлением беременности у несовершеннолетней;
- Пройти обучающий курс для подготовки к материнству и родительству;
- Получить консультацию по оформлению опеки, при рождении ребёнка у несовершеннолетней (ст. 62 Семейного кодекса);
- Получить методический материал.

### Отделение патологии беременности
Оказывать женщине всестороннюю медицинскую помощь в период беременности призвано отделение патологии беременности. В отделении проводится коррекция заболевания и его лечение с последующей рекомендацией по госпитализации беременной перед родами для решения вопроса планового родоразрешения, в том числе оперативного (кесарево сечение). Отделение рассчитано на 38 коек. Комфортабельные индивидуальные палаты оснащены душевыми и санитарными комнатами. Палатная сигнализация и переговорные устройства обеспечивают возможность моментальной связи с медперсоналом. Специальные функциональные кровати создают условия для пациенток, требующих длительного постельного режима.
Обученные квалифицированные акушерки владеют всеми необходимыми аппаратными методами и способами ухода, важными в наблюдении за беременностью высокого риска.

### Акушерское отделение
В составе отделения 42 койки, 12 родовых палат две из них — для рожениц с особо опасными инфекциями, 2 операционные, 16 палат типа «мать и дитя», предназначенных для пребывания родильниц с детьми.
В отделении оказывается специализированная медицинская и лечебно-профилактическая помощь наиболее тяжёлому контингенту рожениц и родильниц:
- диагностические исследования послеродового состояния, в том числе УЗИ-диагностика,
- консультирование по вопросам грудного вскармливания,
- реабилитационно-профилактические мероприятия, позволяющие восстановить физическое состояние женщины,
- психологическое консультирование специалистами (психолог, специалист по социальной работе).

Применяются самые современные методики, позволяющие снизить риски родовспоможения:<
- вакуум-экстракция плода аппаратом «KIWI»,
- управляемая балонная тампонада для лечения и профилактики акушерских кровотечений,
- интраоперационная реинфузия аутокрови пациента,
- плазмаферез,
- гемофильтрация.

В момент родов рядом с роженицей постоянно находится врач акушер-гинеколог, акушерка, неонатолог, при необходимости
— врач-анестезиолог-реаниматолог, врач трансфузиолог, врач анестезиолог-реаниматолог (новорождённых).

### Отделение новорождённых акушерского отделения
Помощь женщине в уходе за малышом осуществляется в акушерском физиологическом отделении с совместным пребыванием матери и ребёнка. Отделение развернуто на 50 коек и оснащено самым современным оборудованием. В отделении внедрены семейно-ориентированные технологии и практики международного проекта «Мать и дитя», что обеспечивает комфортное совместное пребывание матери и ребёнка в индивидуальных палатах, предоставление возможности участия членов семьи в уходе за новорождённым. Пропаганда грудного вскармливания является неотъемлемой частью работы отделения: созданы условия всем женщинам
после родов и операции кесарева сечения для раннего прикладывания новорождённых к груди.
Пациентов в отделении консультирует невролог, кардиолог, офтальмолог и детский хирург.

### Отделение реанимации и интенсивной терапии
Отделение рассчитано на 12 реанимационных коек. В отдаление на лечение и выхаживание поступают дети из отделений перинатального центра, а также роддомов г. Томска и центральных районных больниц Томской области. Современные технологии позволяют выхаживать пациентов с различной тяжёлой патологией и недоношенных новорождённых с очень низкой и экстремально низкой массой тела. Пациенты выхаживаются в специальных инкубаторах, защищающих от шума, света, вибрации, в условиях, максимально приближенных к внутриутробной жизни. В боксах установлены камеры видеонаблюдения, ведётся мониторный контроль с записью основных жизненных показателей и возможностью их анализа. Активно поддерживается технология грудного вскармливания и участие семьи в выхаживании детей. В отделении круглосуточно работает квалифицированный персонал

### Отделение патологии новорождённых и недоношенных детей
Отделение рассчитано на 35 коек, основная часть из которых — палаты совместного пребывания матери и ребёнка, а также несколько палат интенсивной терапии.
Среди основных задач отделения:
- оказание высококвалифицированной неонатальной помощи новорождённым и недоношенным детям;
- реабилитация больных новорождённых детей с различной патологией в условиях второго этапа выхаживания;<
- развитие технологий кардиохирургической, нейрохирургической и хирургической помощи новорождённым.

В штате отделения работают врачи-неонатологи, невролог, офтальмолог, лор, хирург, врач ультразвуковой диагностики и врач функциональной диагностики. Для диагностики и лечения привлекаются врач-генетик, врач инфекционист, эндокринолог, гематолог, кардиолог, нефролог.
Отделение оснащено всем необходимым для выхаживания новорождённых:
- кроватки с подогревом,
- источники лучистого тепла,
- установки для фототерапии,
- полифункциональные мониторы,
- пульсоксиметры,
- ингаляторы (небулайзеры),
- передвижной аппарат для ультразвуковых исследований,
- оборудование для аудиологического скрининга,
- ретинальная камера для осмотра глазного дна.

### Отделение анестезиологии-реанимации
Отделение рассчитано на 6 коек, с возможностью расширения до 9-12 коек. В центре для проведения обезболивания в родах и при операции кесарева сечения применяется широкий спектр различных видов анестезии:
- нейроаксеальные методы обезболивания — спинальная анестезия, перидуральная анестезия, комбинированная спинально-эпидуральная анестезия,
- паравертебральное блокада,
- нейролептанальгезия,
- общее обезболивание (наркоз) современными анестетиками такими, как пропофол и севофлюран, с применением низкопоточного метода «low flow» на наркозных станциях «Portec» фирмы Dräger.

На всех этапах наблюдения за пациентами — в родильных залах, операционных и палатах реанимации — проводится мониторирование основных витальных функций организма с использованием современного следящего оборудования Infinity Vista XL с возможностью как неинвазивного, так и инвазивного контроля АД, ЦВД, Sat, плетизмографии, ЧДД, ЧСС и ЭКГ. Во всех функциональных помещениях имеются встроенные консоли с централизованной разводкой медицинских газов (закись азота, кислород, сжатый воздух).
Персонал отделения осуществляет реабилитацию пациенток в ближайшем послеоперационном периоде, интенсивную терапию в случае развития гестоза тяжёлой степени и других осложнений беременности и родов. Каждое койко-место в палатах реанимации оснащено современными респираторами «AVEA» с программно-управляемым блоком четвёртого поколения, снабжённые устройством сервоконтроля, которые могут использоваться для проведения комфортной продлённой искусственной вентиляции лёгких после операций и в случае осложнений раннего послеоперационного периода.
В отделении осуществляет работу трансфузионный кабинет, где врач специалист трансфузиолог проводит иммуногематологические исследования крови реципиентов, осуществляется переливание аллогенных компонентов крови роженицам, родильницам и новорождённым. В отделении развернут банк крови с запасом основных компонентов крови и имеющиеся возможностью их хранения в специализированных холодильных установках «SANVO» blood bank refrigerator. Так же на базе трансфузиологического кабинета применяются эфферентные методы детоксикации — лечебный плазмаферез и квантотерапия крови, проводится в случае необходимости экстракорпоральные методы гемокоррекции (лечебный гемоферез), аутогемоплазмодонорство. По показаниям при операциях и кровопотерях применяется аппаратная реинфузия крови по технологии «Cell Saver» с использованием аппарата системы для аутотрансфузии крови Autolog. Для лечения полиорганной недостаточности в составе структуры отделения развернут зал экстракорпоральных методов детоксикации, где при возникновении показаний возможно проведение гемодиализа, гемодиафильтрации, гемофильтрации и плазмосорбции с использованием аппарата внепочечного очищения крови «Diapact».
В отделении развернута своя экспресс-лаборатория для круглосуточного мониторирования кислотно-щелочного равновесия крови, показателей гемостаза с использованием записи тромбоэластограммы, проведения экспресс анализов крови на гематологическом анализаторе.

### Дистанционно-консультативный центр
Реанимационно — консультативный центр c выездными реанимационными бригадами осуществляет координацию оказания специализированной консультативной и экстренной помощи беременным и новорождённым, находящимся в лечебных учреждениях города Томска и Томской области. Отделение осуществляет мониторинг беременных женщин и новорождённых города Томска и Томской области, выделяет пациентов высокого риска и ставит их на дистанционное наблюдение. В зависимости от тяжести состояния пациентов специалисты реанимационно-консультативного центра осуществляют врачебные консультации по телефону, выезжают на место, либо транспортирует женщину в профильные отделения центра.
Реанимобиль центра оснащён всем необходимым для оказания неотложной помощи и проведения интенсивной терапии пациентам на месте, а также во время перегоспитализации.
Принципы работы ДКЦ:
- Непрерывность работы в режиме on-line;
- Круглосуточный график работ;
- Принцип обратной связи;
- Оперативное реагирование;
- Принцип «одного телефона».

### Клинико-диагностическое отделение
Лабораторная служба является значимой вспомогательной частью лечебного процесса. В лаборатории выполняются общеклинические, биохимические, коагулологические, иммунологические исследования. Набор исследований включает около сотни различных методик, большая часть которых несёт значительную информационную нагрузку. Из общеклинических методов исследования немаловажное значение имеет использование классических методик, а также инновационные высокотехнологичные методики исследования показателей крови.

### Отдел ультразвуковой и лучевой диагностики
Задача отдела ультразвуковой и лучевой диагностики заключается в точном, качественном и своевременном определении патологии течения беременности для постановки точного диагноза и назначения лечения.
Основные направления деятельности: акушерство, гинекология, педиатрия.

### Центр Кризисной беременности
В структуре ОГАУЗ «Областной перинатальный центр» открылся Центр Кризисной беременности.
В рамках своей деятельности Центр осуществляет следующие функции:
1. оказание консультативной помощи женщинам во время беременности и в послеродовом периоде, оказавшимся в сложной жизненной ситуации, подготовка к рождению ребёнка;
2. поддержка женщин в решении проблем мобилизации их собственных возможностей и внутренних ресурсов по преодолению сложных жизненных ситуаций в период беременности;
3. предабортное консультирование и проведение постабортной адаптации, помощь в разрешении семейных конфликтов и других сложных жизненных ситуаций;
4. медико-социальный патронаж беременных женщин, находящихся в трудной жизненной ситуации и нуждающихся в медико-социальной защите и поддержке, выявление факторов социального риска у женщин для благополучного завершения беременности;
5. оказание медико-психологической помощи беременным женщинам и членам их семей на основе индивидуального подхода с учётом особенностей личности;
6. социально-психологическая помощь несовершеннолетним беременным, направленная на сохранение и укрепление репродуктивного здоровья, подготовку к семейной жизни, ориентацию на здоровую семью;
7. медико-психологическая и социальная помощь женщинам-инвалидам, особенно в части формирования репродуктивного поведения;
8. профилактика насилия в семье: консультативно-психологическая, медико-социальная и юридическая помощь беременным женщинам, пострадавшим от сексуального насилия.

### Центр репродуктивных технологий
В конце февраля 2012 года в Областном перинатальном центре открылся Центр репродуктивных технологий. Центр оснащён новейшим высококлассным оборудованием, которое позволяет проводить такие высокотехнологичные процедуры, как экстракорпоральное оплодотворение (ЭКО), ИКСИ (метод лечения), вспомогательный хетчинг и другие.
Данное направление центр развивает совместно с Красноярским центром репродукции человека, имеющим хорошие практические результаты в области высоких репродуктивных технологий.
Полное обследование и необходимая терапия на этапе подготовки к ЭКО проводится силами специалистов клинико-диагностического отделения перинатального центра, а непосредственно этап переноса эмбриона — красноярскими специалистами-эмбриологами. Предимплантационную диагностику с целью выявления у эмбрионов хромосомных заболеваний (болезнь Дауна, заболевания, сцепленные с полом и др.) по показаниям будет проводить НИИ медицинской генетики.
Преемственность всех отделений центра позволяет вести беременность и роды в стенах одного учреждения, одной группой врачей, а также следить за развитием долгожданного ребёнка на протяжении первого года жизни. Томичам больше не придётся покидать пределы области и нести расходы, связанные с перелётом, проживанием и питанием. Платной для них будет лишь сама процедура ЭКО.